# Casey Stoney
Casey Jean Stoney MBE (* 13. Mai 1982 in Basildon) ist eine ehemalige englische Fußballspielerin und heutige -trainerin. Die Abwehrspielerin stand zuletzt bei den Liverpool Ladies als Spielerin unter Vertrag und war eine Zeit lang Kapitänin der englischen Nationalmannschaft der Frauen. Sie war von Juni 2018 bis zum Mai 2021 Trainerin vom Manchester United WFC. Von 2022 bis 2024 war sie Trainerin des San Diego Wave FC, der in den USA in der National Women’s Soccer League spielt. Im Januar 2025 wurde sie Trainerin der kanadischen Fußballnationalmannschaft der Frauen.

## Karriere

### Vereine
Stoney debütierte 2002 für Charlton Athletic in der FA Women’s Premier League. Mit Charlton gewann sie 2005 den FA Women’s Cup sowie 2004 und 2006 den Ligapokal. Nachdem Charlton 2007 seine Frauenmannschaft unter kontroversen Umständen aufgelöst hatte, wechselte Stoney zu Chelsea. Von 2011 bis 2013 spielte sie für die Lincoln Ladies (seit 2014 Notts County LFC). Zur Saison 2014 der FA WSL kehrte Stoney zum Arsenal LFC zurück. Nach drei Spielzeiten für Arsenal wechselte sie zur Saison 2017 zu den Liverpool Ladies und beendete ihre Spielerkarriere 2018. Am 8. Juni des Jahres wurde sie als neue Trainerin, der neu aufgestellten Frauen-Mannschaft des Manchester United WFC, vorgestellt. Am 12. Mai 2021 gab Casey Stoney ihren Rücktritt vom Traineramt beim Manchester United WFC bekannt.

### Nationalmannschaft
Im August 2000 debütierte Stoney in der englischen Nationalmannschaft bei einem Spiel gegen Frankreich. Sie nahm an den Europameisterschaften 2005 und 2009 sowie an der Weltmeisterschaft 2007 teil. An der WM 2011 nahm sie ebenfalls teil. Sie kam zu vier Einsätzen bei der WM in Deutschland und hat nun zusammen mit vier anderen Spielerinnen mit acht WM-Einsätzen die meisten WM-Spiele für Englands Frauen bestritten.
Am 4. März 2012 bestritt sie im Rahmen des Zypern-Cups bei der 0:3-Niederlage gegen Frankreich ihr 100. Länderspiel.
Stoney war Spielführerin der Britischen Fußballnationalmannschaft der Frauen, die an den Olympischen Spielen 2012 teilnahm und im Viertelfinale gegen Kanada ausschied.
2013 gewann sie mit England den Zypern-Cup und stand im Kader für die EM 2013. Dort kam sie in allen drei Gruppenspielen zum Einsatz, schied mit ihrer Mannschaft aber bereits nach der Vorrunde aus.
Am Zypern-Cup 2015, den England zum dritten Mal gewann, konnte sie aufgrund einer Verletzung nicht teilnehmen. Sie wurde dann aber für die WM 2015 nominiert, sie bestritt aber nur das Gruppenspiel gegen Kolumbien über die volle Spielzeit. Im Viertelfinale gegen Kanada wurde sie in der Nachspielzeit eingewechselt und im Spiel um Platz 3, bei der ihrer Mannschaft erstmals ein Sieg gegen Deutschland gelang, in der Verlängerung, als es bereits 1:0 für England stand. Durch den Sieg konnte England erstmals nach dem WM-Titel der Männer 1966 wieder eine WM-Medaille gewinnen.
Sie wurde auch für die EM 2017 nominiert, kam dort aber nicht zum Einsatz. Sie stand auch noch im Kader für die nach der EM begonnene Qualifikation für die WM 2019, kam aber dort ebenfalls nicht zum Einsatz. Ihr letztes Länderspiel bestritt sie somit in der Vorbereitung auf die EM am 1. Juli 2017 beim 2:1 gegen Dänemark, denn am 19. Februar 2018 gab sie das Ende ihrer aktiven Karriere bekannt. In Zukunft wird sie dem Betreuerstab der Frauen-Nationalmannschaft angehören, für die sie 130 Länderspiele bestritt, womit sie den vierten Platz der englischen Rekordnationalspielerinnen belegt.

## Sonstiges
Stoney lebt in London. 2014 outete sie sich als lesbisch. Am 9. November 2014 brachte ihre Partnerin Megan Harris Zwillinge, am 12. Dezember 2018 eine Tochter zur Welt.

## Erfolge
- International Player of the Year 2007
- FA-Cup-Sieger 2001, 2005
- Premier-League-Sieger 2001, 2002
- Premier-League-Cup-Sieger 2000, 2001, 2004, 2006
- Vize-Europameisterin 2009
- Zypern-Cup-Sieger 2009, 2013
- WM-Dritte 2015